# Brdo hrama
Brdo hrama je uzvišenje u jeruzalemskom Starom gradu i sveto je mjesto za judaizam, islam i kršćanstvo. I pored imena je Brdo hrama jedno od najnižih točaka, okruženo višim kulama u Starom gradu. U židovskoj tradiciji uvijek se ide gore do Brda hrama, nikada dole.
Na sredini brda nalazi se hum na kojem je prema Knjizi Postanka Abraham umalo žrtvovao svog sina Izaka, mjesto koje se tada zvalo Morija. Na istom mjestu je prorok Muhamed prema islamskoj tradiciji započeo svoje nebesko putovanje. Na tom mjestu je sagrađena Kupola na stijeni, a nedaleko nje je džamija al-Aksa.
Na Brdu hrama je kralj Salomon dao sagraditi prvi Salomonov hram, a radovi su otpočeli 968 pr. Kr. Ovaj hram su razorili Babilonci 586 pr. Kr. U 6. stoljeću pr. Kr. sagrađen je Drugi hram uz pomoć perzijskog kralja Kira Velikog (u Bibliji Koresh). Ovaj hram su razorili Rimljani 70. godine. Od drugog hrama je ostao zapadni zid koji se prema kršćanskoj tradiciji naziva Zid plača.

## Galerija
- Jeruzalemski hram
- Kupola na stijeni
- Zid plača

## Vanjske poveznice
- Templemount.org